# Janko Blaho
Janko Blaho (Skalica, 15 settembre 1901 – Bratislava, 24 aprile 1981) è stato un tenore slovacco. Fu anche raccoglitore di canti popolari.

## Biografia
Era figlio del medico e politico Pavol Blahy, che era noto come cantante in eventi pubblici e familiari. 
Dal 1911 al 1919 Janko studiò al ginnasio di Skalica. A quell'epoca il suo talento musicale si stava già manifestando. All'età di quindici anni cantò un assolo di tenore in un concerto pubblico e fondò un coro maschile e un quartetto di pianoforti al ginnasio. Dopo la maturità, studiò giurisprudenza all'Università Carolina di Praga. Oltre ai suoi studi universitari, studiò canto privatamente con Christina Morfová, un membro del Teatro Nazionale di Praga, e si esibì nel coro di Praga "Hlahol". Completò gli studi di legge nel 1924.
Su invito di Oskar Nedbal nel 1926 e nel 1927 interpretò al Teatro Nazionale Slovacco di Bratislava i ruoli di Vojtěch nell'opera di Vilém Blodek V studni e di Jeníkin ne La sposa venduta di Bedřich Smetana. Recitò nell'opera di Košice nei ruoli di Alfredo ne La traviata di Giuseppe Verdi e Rudolf ne La bohème di Giacomo Puccini. Un anno dopo trascorse 9 mesi a Milano a studiare canto. Dopo essere tornato dall'Italia nel 1927, Oskar Nedbal lo ingaggiò al Teatro Nazionale Slovacco come primo cantante professionista slovacco.
Nel 1929 sposò il soprano Helena Bartošová, da cui ebbe la figlia Helena Jurasovová-Blahová, che divenne coreografa. 
Lavorò al Teatro Nazionale Slovacco fino al 1965. Si esibì in molti palcoscenici nazionali e stranieri e cantò con artisti di fama mondiale. Fu considerato uno dei migliori interpreti di canzoni popolari slovacche, che lui stesso raccolse nella sua regione natale. Fu anche insegnante di musica. Diresse la cattedra di riproduzione d'opera presso l'Alta scuola di arti musicali di Bratislava.
Per i suoi successi artistici lo Stato gli conferì nel 1955 il titolo di Artista meritevole e nel 1966 lo insignì del titolo di Artista nazionale.
Morì il 24 aprile 1981 a Bratislava e fu sepolto al cimitero cattolico di Skalica.

## Attività
Janko Blaho fa parte della generazione che ha gettato le basi dell'opera nazionale slovacca. Al Teatro Nazionale Slovacco interpretò 155 personaggi di opera e operetta. Si esibì con grande successo, interpretando cantate e oratori di Ludwig van Beethoven, Antonín Dvořák, Eugen Suchoň e altri.
Raccolse sistematicamente le canzoni popolari della sua regione natale, lo Záhorie, che pubblicò in cinque volumi. Nel 1974 pubblicò la sua autobiografia Zo skalického rinku.